# Купена розовая
Купена розовая (лат. Polygonatum roseum) — вид травянистых растений рода Купена (Polygonatum) семейства Спаржевые (Asparagaceae).

## Ботаническое описание

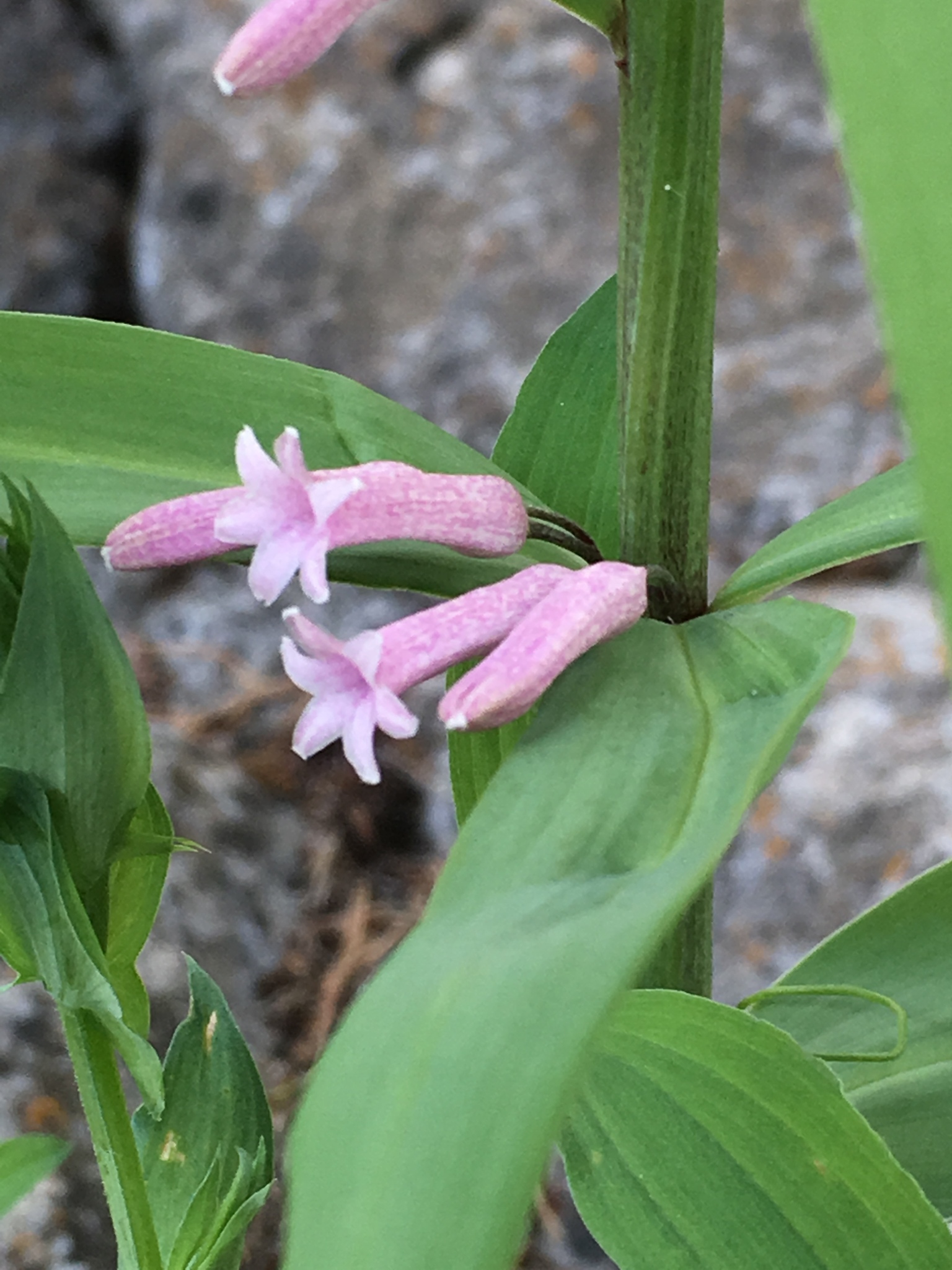
Цветки

Многолетние травянистые растения. Корневище ползучее, беловатое и мясистое, 7—10 мм толщиной. Стебель прямостоячий, на верхушке нередко немного наклонённый, гладкий, 35—70 см высотой (реже до 100 см), в нижней части безлистный, при основании с перепончатыми влагалищами. Листья многочисленные, ланцетовидные или линейно ланцетовидные, постепенно заострённые, при основании клиновидные, с обеих сторон гладкие, снизу серовато-зелёные, 7—12, реже до 15 см длиной и 6—15, редко до 20 мм шириной, расположенные мутовчато по 3—5 (редко более — до 8) в мутовке и отчасти очерёдные.
Цветки сидят по 2 на раздвоенных, косо вверх стоящих, редко на верхушке несколько нагнутых, цветоносах 1,5—3 см длиной, выходящих по нескольку из пазух листьев, находящихся в нижней половине стебля, в месте раздвоения они без прицветников. Околоцветник розовый, 10—12, реже до 15 мм длиной и 2—2,5 мм шириной, трубчатый, около середины немного суженный, с расходящимися продолговатыми или продолговато-овальными тупыми, на кончике пушистыми зубчиками 2—3 мм. Ягода красная, 6—8 мм в поперечнике.

## Распространение и экология
Юг Западной Сибири (Алтай), Средняя Азия, северо-запад Восточной Азии (Синьцзян). Обитает в лесах, зарослях кустарников и на лугах.